# نورم فان لير
نورم فان لير (بالإنجليزية: Norm Van Lier)‏ مواليد 01 أبريل 1947 في إيست ليفربول - الوفاة 26 فبراير 2009، كان لاعب كرة سلة أمريكي أصبح مدرباً بدأ مسيرته الاحترافية في سنة 1969. تم اختياره من قبل فريق شيكاغو بولز خلال الدرافت. بلغ طوله 6 قدم 1 بوصة (1.9 م). اعتزل اللعب في 1979. كان صاحب أعلى عدد من التمريرات الحاسمة في إن بي إيه 1970. شارك 3 مرات في مباراة كل النجوم.

## المسيرة الاحترافية
لعب مع سكرامنتو كينغز من سنة 1969 إلى 1972، ثم لعب مع شيكاغو بولز من سنة 1971 إلى 1978، ثم لعب مع ميلووكي باكز في موسم 1978–1979.

## روابط خارجية
- نورم فان لير على موقع IMDb (الإنجليزية)
- نورم فان لير على موقع الموسوعة البريطانية (الإنجليزية)
- نورم فان لير على موقع إن بي أي (الإنجليزية)
- نورم فان لير على موقع سبورتس رفرنس (الإنجليزية)
- نورم فان لير على موقع كلية كرة السلة في سبورتس رفرنس.كوم (الإنجليزية)
- نورم فان لير على موقع ريلجم (الإنجليزية)
- نورم فان لير على موقع بروبوليرز (الإنجليزية)